# Orria
Orria är en ort och kommun i provinsen Salerno i regionen Kampanien i Italien. Kommunen hade 1 068 invånare (2017).